# NBL 2014-15
NBL 2014-15は、2014年10月10日から2015年5月31日まで、日本各地で行われるバスケットボールリーグである。ナショナル・バスケットボール・リーグの2年目のシーズンとなる。

## 参加チーム
イースタンカンファレンス：
- レバンガ北海道
- つくばロボッツ
- リンク栃木ブレックス
- 千葉ジェッツ
- 日立サンロッカーズ東京
- トヨタ自動車アルバルク東京
- 東芝ブレイブサンダース神奈川

ウェスタンカンファレンス：
- アイシンシーホース三河
- 三菱電機ダイヤモンドドルフィンズ名古屋
- 和歌山トライアンズ
- 兵庫ストークス
- 広島ドラゴンフライズ
- 熊本ヴォルターズ

※つくばロボッツがイースタンカンファレンスに変更。

## 試合方式

### レギュラーシーズン
- 12チームを2つのカンファレンスに分割した各カンファレンスごとの総当たり戦。（自カンファレンスは5回戦総当たり、交流戦は4回戦総当たり。1チーム当たり54試合）

※他カンファレンスとの交流戦も行う。
- 9月にアジア競技大会、1月に全日本総合バスケットボール選手権大会による中断あり。
- 各カンファレンス上位3チームおよびワイルドカード（各カンファレンス4位以下の勝率順）上位2チームがプレーオフに進出する。

### プレーオフ
- 2015年5月8日開幕。
- 各カンファレンス上位3位とワイルドカード上位2位の8チームで2戦先勝方式のクォーターファイナルを戦う。勝ち上がった4チームで2戦先勝方式のセミファイナルを戦う。
- ファイナルはセミファイナル勝者による5戦3勝方式。

### オールスターゲーム
- 1月18日に開催。各カンファレンスごとにファン投票及び他推薦により選手を選出。

## 結果

### レギュラーシーズン順位
※緑色がプレーオフ進出。

#### イースタン・カンファレンス
| 順位 | チーム名                     | 勝 | 敗 | 勝率 | 差   | 得点 | 失点 | 得失点率 |
| 1    | 日立サンロッカーズ東京       | 45 | 9  | .833 | -    | 4521 | 3806 | 1.19     |
| 2    | リンク栃木ブレックス         | 43 | 11 | .796 | 2.0  | 4593 | 3943 | 1.16     |
| 3    | トヨタ自動車アルバルク東京   | 40 | 14 | .741 | 3.0  | 4658 | 3927 | 1.19     |
| 4    | 東芝ブレイブサンダース神奈川 | 38 | 16 | .704 | 2.0  | 4532 | 4027 | 1.13     |
| 5    | 千葉ジェッツ                 | 34 | 20 | .630 | 4.0  | 4071 | 3844 | 1.06     |
| 6    | レバンガ北海道               | 22 | 32 | .407 | 12.0 | 4051 | 4139 | 0.98     |
| 7    | つくばロボッツ               | 6  | 48 | .111 | 16.0 | 3599 | 4524 | 0.80     |

#### ウェスタン・カンファレンス
| 順位 | チーム名                               | 勝 | 敗 | 勝率 | 差   | 得点 | 失点 | 得失点率 |
| 1    | アイシンシーホース三河                 | 43 | 11 | .796 | -    | 4433 | 3775 | 1.17     |
| 2    | 三菱電機ダイヤモンドドルフィンズ名古屋 | 29 | 25 | .537 | 14.0 | 4280 | 4134 | 1.04     |
| 3    | 広島ドラゴンフライズ                   | 21 | 33 | .389 | 8.0  | 3861 | 4031 | 0.96     |
| 4    | 兵庫ストークス                         | 18 | 36 | .333 | 3.0  | 3980 | 4321 | 0.92     |
| 5    | 和歌山トライアンズ                     | 6  | 48 | .111 | 12.0 | 3509 | 4766 | 0.74     |
| 6    | 熊本ヴォルターズ                       | 6  | 48 | .111 | 0.0  | 3709 | 4560 | 0.81     |

#### ワイルドカード
| 順位 | チーム名                     | 勝 | 敗 | 勝率 | 得点 | 失点 | 得失点率 |
| 1    | 東芝ブレイブサンダース神奈川 | 38 | 16 | .704 | 4532 | 4027 | 1.13     |
| 2    | 千葉ジェッツ                 | 34 | 20 | .630 | 4071 | 3844 | 1.06     |
| 3    | レバンガ北海道               | 22 | 32 | .407 | 4051 | 4139 | 0.98     |
| 4    | 兵庫ストークス               | 18 | 36 | .333 | 3980 | 4321 | 0.92     |
| 5    | つくばロボッツ               | 6  | 48 | .111 | 3599 | 4524 | 0.80     |
| 6    | 熊本ヴォルターズ             | 6  | 48 | .111 | 3709 | 4560 | 0.81     |
| 7    | パナソニックトライアンズ大阪 | 6  | 48 | .111 | 3509 | 4766 | 0.74     |

### プレーオフ
クォーターファイナル（5月8日～10日）
| 戦 | 勝者                                                         | スコア   | 敗者                                                                         | 会場                     |
| -- | ------------------------------------------------------------ | -------- | ---------------------------------------------------------------------------- | ------------------------ |
| 1  | 日立サンロッカーズ東京 （レギュラーシーズン・イースタン1位） | 73 - 69  | 千葉ジェッツ （同・ワイルドカード2位）                                       | 大田区総合体育館         |
| 2  | 日立サンロッカーズ東京 （レギュラーシーズン・イースタン1位） | 86 - 60  | 千葉ジェッツ （同・ワイルドカード2位）                                       | 大田区総合体育館         |
| 1  | トヨタ自動車アルバルク東京 （同・イースタン3位）             | 91 - 81  | 三菱電機ダイヤモンドドルフィンズ名古屋 （レギュラーシーズン・ウェスタン2位） | パークアリーナ小牧       |
| 2  | トヨタ自動車アルバルク東京 （同・イースタン3位）             | 102 - 73 | 三菱電機ダイヤモンドドルフィンズ名古屋 （レギュラーシーズン・ウェスタン2位） | パークアリーナ小牧       |
| 1  | リンク栃木ブレックス （レギュラーシーズン・イースタン2位）   | 79 - 76  | 広島ドラゴンフライズ （同・ウェスタン3位）                                   | ブレックスアリーナ宇都宮 |
| 2  | リンク栃木ブレックス （レギュラーシーズン・イースタン2位）   | 80 - 74  | 広島ドラゴンフライズ （同・ウェスタン3位）                                   | ブレックスアリーナ宇都宮 |
| 1  | アイシンシーホース三河 （レギュラーシーズン・ウェスタン1位） | 90 - 58  | 東芝ブレイブサンダーズ神奈川 （同・ワイルドカード1位）                       | ウィングアリーナ刈谷     |
| 2  | アイシンシーホース三河 （レギュラーシーズン・ウェスタン1位） | 88 - 38  | 東芝ブレイブサンダーズ神奈川 （同・ワイルドカード1位）                       | ウィングアリーナ刈谷     |

セミファイナル（5月16日～18日）
| 戦 | 勝者                       | スコア  | 敗者                   | 会場                 |
| -- | -------------------------- | ------- | ---------------------- | -------------------- |
| 1  | トヨタ自動車アルバルク東京 | 80 - 71 | 日立サンロッカーズ東京 | 大田区総合体育館     |
| 2  | トヨタ自動車アルバルク東京 | 67 - 73 | 日立サンロッカーズ東京 | 大田区総合体育館     |
| 3  | トヨタ自動車アルバルク東京 | 81 - 72 | 日立サンロッカーズ東京 | 大田区総合体育館     |
| 1  | アイシンシーホース三河     | 71 - 69 | リンク栃木ブレックス   | ウィングアリーナ刈谷 |
| 2  | アイシンシーホース三河     | 68 - 63 | リンク栃木ブレックス   | ウィングアリーナ刈谷 |

ファイナル（5月23日～30日）
| 戦 | 優勝                   | スコア  | 準優勝                     | 会場       |
| -- | ---------------------- | ------- | -------------------------- | ---------- |
| 1  | アイシンシーホース三河 | 86 - 82 | トヨタ自動車アルバルク東京 | 代々木第二 |
| 2  | アイシンシーホース三河 | 66 - 69 | トヨタ自動車アルバルク東京 | 代々木第二 |
| 3  | アイシンシーホース三河 | 81 - 69 | トヨタ自動車アルバルク東京 | 代々木第二 |
| 4  | アイシンシーホース三河 | 88 - 82 | トヨタ自動車アルバルク東京 | 代々木第二 |

### オールスターゲーム

#### 出場選手
- EAST

HC 北卓也（東芝神奈川）
☆ 田臥勇太（リンク栃木）
☆ 辻直人（東芝神奈川）
☆ 竹内譲次（日立東京）
☆ 熊谷尚也（リンク栃木）
☆ トミー・ブレントン（リンク栃木）
☆ ニック・ファジーカス（東芝神奈川）
☆ ジェフリー・ギブズ（トヨタ東京）
・ 折茂武彦（北海道）
・ 中川和之（つくば）
・ 上江田勇樹（千葉）
- WEST

HC 佐古賢一（広島）
☆ 五十嵐圭（三菱電機名古屋）
☆ 金丸晃輔（アイシン三河）
☆ 湊谷安玲久司朱（三菱電機名古屋）
☆ 竹内公輔（広島）
☆ 桜木ジェイアール（アイシン三河）
☆ アマット・ウンバイ（三菱電機名古屋）
☆ ギャビン・エドワーズ（アイシン三河）
・ 谷直樹（兵庫）
・ 阿部佑宇（和歌山）
・ 遥天翼（熊本）

#### 結果
| 勝者 | 結果      | 敗者 | MVP |
| ---- | --------- | ---- | --- |
| WEST | 127 - 112 | EAST |     |

#### スリーポイントコンテスト
出場選手
| 選手           | チーム         |
| -------------- | -------------- |
| 辻直人         | 東芝神奈川     |
| 折茂武彦       | 北海道         |
| 金丸晃輔       | アイシン三河   |
| 湊谷安玲久司朱 | 三菱電機名古屋 |
| 谷直樹         | 兵庫           |

#### スラムダンクコンテスト
出場選手
| 選手                 | チーム         |
| -------------------- | -------------- |
| 熊谷尚也             | リンク栃木     |
| ジェフ・ギブズ       | トヨタ東京     |
| アマット・ウンバイ   | 三菱電機名古屋 |
| ギャビン・エドワーズ | アイシン三河   |

## NBLアウォード
| 部門                         | 受賞者                 | チーム       |
| ---------------------------- | ---------------------- | ------------ |
| レギュラーシーズンMVP        | ジョシュ・ハイトベルト | 日立東京     |
| プレーオフMVP                | 金丸晃輔               | アイシン三河 |
| ルーキー・オブ・ザ・イヤー   | 田中大貴               | トヨタ東京   |
| コーチ・オブ・ザ・イヤー     | 鈴木貴美一             | アイシン三河 |
| レフェリー・オブ・ザ・イヤー | 宇田川貴生             |              |

### ベスト5
| P   | 受賞者                 | チーム         |
| --- | ---------------------- | -------------- |
| G   | 田臥勇太               | リンク栃木     |
| G/F | 金丸晃輔               | アイシン三河   |
| F   | アマット・ウンバイ     | 三菱電機名古屋 |
| F/C | ライアン・ロシター     | リンク栃木     |
| C   | ジョシュ・ハイトベルト | 日立東京       |

### リーダーズ
| 部門               | 受賞者               | チーム       | 記録   |
| ------------------ | -------------------- | ------------ | ------ |
| 得点               | ニック・ファジーカス | 東芝神奈川   | 26.1点 |
| アシスト           | 田臥勇太             | リンク栃木   | 4.6本  |
| リバウンド         | アイザック・バッツ   | 兵庫         | 15.6本 |
| 野投成功率         | カイル・バローン     | リンク栃木   | 67.3%  |
| フリースロー成功率 | 金丸晃輔             | アイシン三河 | 92%    |
| 3P成功率           | 金丸晃輔             | アイシン三河 | 45.3%  |
| スティール         | ジェフリー・ギブス   | トヨタ東京   | 2.2本  |
| ブロックショット   | ギャビン・エドワーズ | アイシン三河 | 1.9本  |